# Alfio Berretta
Alfio Berretta (Catania, 8 agosto 1897 – Milano, 5 ottobre 1977) è stato un giornalista, scrittore e commediografo italiano.

## Biografia
Nato a Catania l'8 agosto 1897 da Salvatore, di professione ragioniere, e da Giuseppina Elvira Abate, laureato in legge, fece le sue prime esperienze professionali come collaboratore de La Scalata, mensile d'avanguardia futurista di cui fu direttore, nonché co-fondatore nel 1917 assieme a Ferdinando Caioli e Nello Simili.
Nel 1921 debuttò in teatro come autore della commedia Folata d'azzurro. Collaborò in seguito col celebre attore teatrale Angelo Musco, per il quale scrisse le commedie  U canusciu iu (1924), Nofrio (1925), I Vespri siciliani (1928), Ricominciare (1929), Centanni (1931) e Curri quantu voi (1931, in it. La coda della volpe, in collab. di Vittorio Tocci). Nella sua attività di commediografo si firmò anche con lo pseudonimo Alberto Alberti. Per l'editoria diresse la serie "Poliziesca", già titolare della casa editrice Maia, che, nello stesso periodo, curava anche la serie "I libri del triangolo rosso" di Atlante.
Nel 1925 esordì nel giornalismo come collaboratore del quotidiano torinese La Stampa. Dal 1928 fu collaboratore de Il Regime Fascista di Cremona, mentre dal 1935 al 1940 fu in Somalia, dapprima come inviato speciale de L'Illustrazione Italiana, poi come direttore ufficio corrispondenza dell'Agenzia Stefani per l'AOI, infine come corrispondente di guerra al Corriere della Sera. A Mogadiscio fu direttore del quotidiano Somalia Fascista tra il 1936 e il 1937. A quel periodo risale la pubblicazione dei romanzi La via della gloria (1932) e Sua Signoria (1934).
Durante il periodo trascorso in Africa, Berretta conobbe personalmente il duca Amedeo di Savoia-Aosta, assieme al quale fu prigioniero di guerra in Kenya nel 1941. Del Duca d'Aosta fu biografo ed in sua memoria scrisse e pubblicò i volumi, Amedeo Duca d'Aosta (1948), Prigionieri di Churchill (1953) ed Amedeo d'Aosta: il prigioniero del Kenia (1956).
Nel dopoguerra collaborò per altri quotidiani e riviste, quali Oggi, Il Tempo di Roma ed Il Mattino di Napoli. Proseguì anche nella sua attività di autore teatrale cui va citata in particolare la commedia I turchi se la giocano a primiera (1959). Nel 1969 pubblicò una raccolta di tutte le sue commedie in un unico volume intitolato Commedie.

## Opere
- L'Italia di ieri, di oggi, di domani, Campobasso, G. Colitti e figlio, 1917.
- I canti augurali, Teramo, Casa Ed. La Fiorita, 1918.
- La sua passione: romanzo, Milano, Cordara, 1919.
- La casa fredda. Novella. Fa parte di Nuova Antologia, Serie 6 v. 243, 1925, pp. 317-326.
- Fiabe, bambini, fiabe, Milano, Mondadori, 1926.
- Tu mi piaci, Milano, Vannelli, 1926.
- U canusciu iu' di A. Berretta e G. Giulini, L'Ora, Palermo, 18-19 settembre 1926.
- L'inganno del sogno: romanzo d'amore, Milano, Alpes, 1928.
- Federico De Roberto, La morte dell'amore; prefazione di Alfio Berretta, Milano, Ed. Maia, 1928.
- La sua passione: romanzo, Milano, Codara Edit. Tip., 1928.
- Il mondo finisce là, Milano, Maia, 1929.
- Desiderio di te, 1929.
- Rubacori, Milano, Casa ed. Maia, 1929.
- L'equilibrio: tre atti e quattro soluzioni, Milano, Casa ed. Maia, 1930.
- L'inganno del sogno: romanzo d'amore, Milano, Maia, 1930.
- Gli occhi senza lacrime: romanzo, Torino, Le Grandi Firme, 1930.
- Tu mi piaci, Milano, Alpes, 1930.
- Curri quantu vuoi - V. Tocci e A. Berretta, L'Ora, Palermo, 3-4 ottobre 1931.
- La via della gloria, Milano, Ceschina, 1932.
- Ricominciare: commedia in un atto ; Benissimo : commedia in un atto ; Alla deriva : commedia in un atto e tre tempi, Firenze, Nemi, c. 1932.
- Maschi e Femine [sic], Milano, Casa Edit. Adriatica, 1933.
- Il richiamo della madre : Il senso della terra : romanzo, Milano, Ed. Ceschina, 1933.
- Desiderio di te: romanzo d'amore, Milano, Roma, Rizzoli e C., 1934.
- Sua signoria: il senso della terra: romanzo, Milano, Ceschina, 1934.
- Le storielle di Rebefè, Bologna-Rocca S. Casciano, L. Cappelli, 1935.
- Bella e sapiente, Milano, s.n., 1937.
- Felicità, fermati!: romanzo, Milano, Rizzoli e C., 1937.
- L'inganno del sogno: romanzo d'amore, Milano, Ceschina, 1937.
- Buona vita in Somalia,  1937.
- Scenario dalla Somalia. Fa parte di Scenario, A. 7, n. 8, agosto 1938, pp. 422-424.
- Abbiamo sempre vent'anni. Quaderno somalo, Milano, Edizioni Moderne Italiane, 1939.
- Umanità di Luigi Pirandello, Addis Abeba, Servizio Tip. del Governo Generale dell'A.O.I., 1939.
- Così per anni m'illusi, Milano, ELI, Ediz. Librarie Italiane, 1946.
- Amedeo d'Aosta, Milano, Garzanti, 1948.
- ...Si conta e si racconta.., Lanciano (Chieti), R. Carabba, 1949.
- Prigionieri di Churchill, Milano, Edizioni europee, 1951.
- Con Amedeo d'Aosta in Africa Orientale Italiana : in pace e in guerra, Milano, Ceschina, 1952.
- Amedeo D'Aosta. Il prigioniero del Kenya; Il diario di Amba Alàgi, Milano, ELI, 1956.
- La coda della volpe; con la cronaca teatrale di Renato Simoni, Milano, Edizioni librarie italiane, 1961.
- I Turchi se la giocano a primiera: tre tempi, Bologna, Cappelli, 1961.
- Gente di campagna, gente di città, Milano, Ceschina, 1961.
- Tragedia a Burgurét, Milano, Ceschina, 1966.
- Pietre grezze. / Marco Marchetti, Roma, Il traguardo, 1968.
- Fine di giornata; prefazione di Manlio Lupinacci, Milano, Ceschina, 1969.
- Commedie, Legnano, L. Landoni, 1969.
- El mè amis Terron: tre atti; con prefazione di Ciro Fontana, Legnano, Landoni, 1969.

## Prosa televisiva Rai
- Tu, di Alfio Berretta, regia di Marco Visconti, trasmessa il 25 novembre 1957. Interpreti: Marina Dolfin.
- La coda della volpe, di Alfio Berretta e di Vittorio Tocci, regia di Enrico Colosimo, trasmessa il 19 agosto 1960 sul Programma Nazionale. Interpreti: Carmelita: Paola Quattrini; Donna Rosita: Ave Ninchi; Gnà Jàbica: Margherita Nicosito; Graziella: Angela Cardile; Il notaio: Pietro Privitera; Januzzo: Maurizio Patergniani; Maruzza: Lucia Guzzardi; Massaro Blasi: Sandro Merli; Minico: Lando Buzzanca; Neli: Mimmo De Ninno; Nunzia: Rosa De Ninno; Saro: Carlo Giuffré; Su’ Mattia: Michele Abruzzo; Venera: Annamaria Nicotra;

## Prosa radiofonica Rai
- Tu, di Alfio Berretta, regia di Claudio Fino, trasmessa il 17 giugno 1950. Interpreti: Cesarina Gheraldi, Arnaldo Martelli.